# 魏佑铸
魏佑铸（1919年—2006年），男，山东莱芜人，中华人民共和国军事人物，中国人民解放军少将，曾任广西壮族自治区革命委员会副主任，第六届全国人大代表。